# Salvatore Viganò

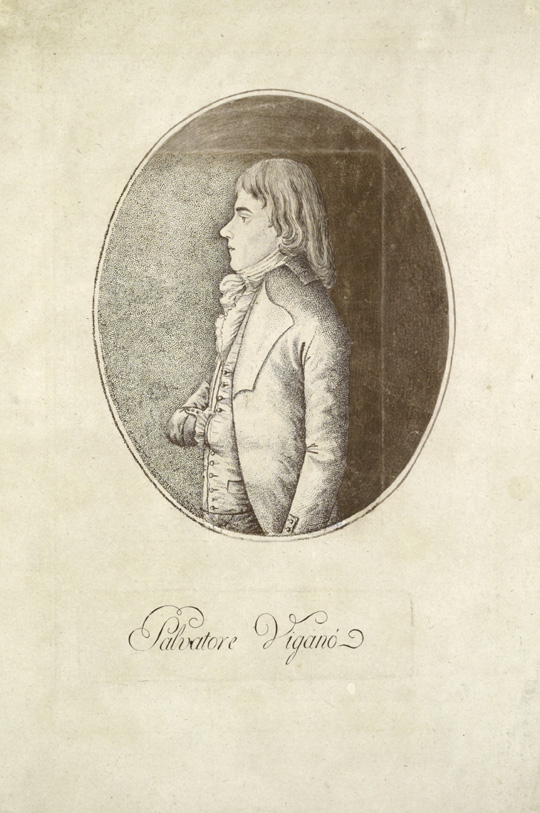
Salvatore Viganò

Salvatore Viganò (Nápoles, 25 de marzo de 1769 – Milán, 10 de agosto de 1821) fue un compositor y coreógrafo italiano.

## Biografía
Hijo de otro notable coreógrafo de su tiempo, Onorato Viganò, estudió composición con Luigi Boccherini (su tío), y en los años 1780 estaba ya componiendo música original. En 1788 debutó como bailarín en Venecia, actuando en las fiestas de coronación de Carlos IV de España en 1789. Fue alumno del bailarín y coreógrafo francés Jean Dauberval. En 1791 alcanzó con su esposa el éxito en Venecia con su primer ballet coreografiado, Raoul de Créqui. Fue maestro de ballet en Viena, donde colaboró con Ludwig van Beethoven en el ballet Las criaturas de Prometeo. Volvió a Italia en 1804 y se convirtió en el maestro de la escuela de ballet de La Scala de Milán. 
Se le considera el padre de un nuevo tipo de espectáculo llamado coreodrama, donde la danza convive con la pantomima y otras formas artísticas. El estilo de Viganò era clasicista, otorgando gran relevancia al cuerpo de ballet, el conjunto de bailarines que actúa de coro, hasta entonces relegado a meras comparsas y que con Viganò ganaron protagonismo, con números propios. 

## Obras
- La vedova scoperta, 1783
- Las criaturas de Prometeo, 1801
- Coriolano, 1804
- Gli Strelizzi, 1809
- Il noce di Benevento, 1812
- Numa Pompilio, 1815
- Mirra, 1817
- Otello, 1818
- Dedalo, 1818
- La Vestale, 1818
- I Titani , 1819
- Giovanna d'Arco 1821
- Didone, 1821